# 日本女子車いすバスケットボール選手権大会
日本女子車いすバスケットボール選手権大会（にほんじょしくるまいすバスケットボールせんしゅけんたいかい）は、日本車いすバスケットボール連盟・日本パラスポーツ協会が主催する女子選手の車いすバスケットボール全国大会である。優勝チームには皇后盃が手渡される。

## 歴史
1988年11月、それまで女子選手は男子チームのなかで競技するか、東西対抗戦のような形式でしか試合を行うことが出来なかったが、初めて女性だけの大会として「'88 神戸女子車椅子バスケットボール大会」が行われる。
1990年に神戸市の肝いりで「全日本女子車椅子バスケットボール選手権大会」の第1回大会が開催された。1994年までの5年間、神戸市の全面的なバックアップを受けたが、1995年の阪神・淡路大震災のため、神戸市での開催が不可能となり、各ブロック持ち回りでの大会開催となる。1998年、関係者の「いつの日かまた神戸で」との思いが通じ、第9回大会から再び神戸市の後援の元に大会が開催されている。
2020年、2021年はコロナ禍の影響で中止となった。2021年は代替大会として『神戸女子車いすバスケットボール大会』が開催される

## 概略
毎年秋に2日間、神戸市須磨区のグリーンアリーナ神戸で開催される。
全国の連盟登録女子クラブ8チームがノックアウト方式により女子クラブチーム日本一を争う。男子選手の連盟登録者数734名に対し、女子登録選手数は73名と10分の1と少ないため、男子の選手権のようにブロック予選はない（連盟登録チーム数、登録選手数は2008年1月現在のもの）。

## 参加チーム
（2013年10月現在。リンクはそれぞれのチームの公式サイト）
- SCRATCH（東北ブロック）
- WING（関東ブロック）
- ELFIN（関東ブロック）
- GRACE（旧:東京グレース）（東京ブロック）
- Brilliant Cats - ウェイバックマシン（2001年11月21日アーカイブ分）（東海北陸ブロック）
- カクテル（近畿ブロック）
- パッション（四国ブロック）
- 九州ドルフィン（九州ブロック）

## 歴代優勝・準優勝チーム
| 年度   | 大会       | 優勝チーム           | 決勝         | 準優勝チーム         | 開催場所                     |
| ------ | ---------- | -------------------- | ------------ | -------------------- | ---------------------------- |
| 1990年 | 第1回大会  | 東京グレース         | -            | ウィング             | 神戸ポートアイランドホール   |
| 1991年 | 第2回大会  | 東京グレース         | -            | ウィング             | 神戸ポートアイランドホール   |
| 1992年 | 第3回大会  | 東京グレース         | -            | ウィング             | 神戸ポートアイランドホール   |
| 1993年 | 第4回大会  | 東京グレース         | -            | カクテル             | 神戸ポートアイランドホール   |
| 1994年 | 第5回大会  | 東京グレース         | -            | 九州ドルフィン       | 神戸ポートアイランドホール   |
| 1995年 | 第6回大会  | 東京グレース         | -            | 九州ドルフィン       | 横浜ラポール                 |
| 1996年 | 第7回大会  | キャッツ             | -            | エルフィン           | 名古屋市稲永スポーツセンター |
| 1997年 | 第8回大会  | 九州ドルフィン       | -            | エルフィン           | アクシオン福岡               |
| 1998年 | 第9回大会  | エルフィン           | -            | 九州ドルフィン       | グリーンアリーナ神戸         |
| 1999年 | 第10回大会 | エルフィン           | -            | 九州ドルフィン       | グリーンアリーナ神戸         |
| 2000年 | 第11回大会 | エルフィン           | -            | ウィング             | グリーンアリーナ神戸         |
| 2001年 | 第12回大会 | エルフィン           | -            | ウィング             | グリーンアリーナ神戸         |
| 2002年 | 第13回大会 | エルフィン           | -            | 九州ドルフィン       | グリーンアリーナ神戸         |
| 2003年 | 第14回大会 | ウィング             | -            | 九州ドルフィン       | グリーンアリーナ神戸         |
| 2004年 | 第15回大会 | エルフィン           | -            | カクテル             | グリーンアリーナ神戸         |
| 2005年 | 第16回大会 | 九州ドルフィン       | 44 - 27      | ウィング             | グリーンアリーナ神戸         |
| 2006年 | 第17回大会 | カクテル             | 58 - 40      | ウィング             | グリーンアリーナ神戸         |
| 2007年 | 第18回大会 | カクテル             | 59 - 35      | ウィング             | グリーンアリーナ神戸         |
| 2008年 | 第19回大会 | ブリリアントキャッツ | 48 - 47      | カクテル             | グリーンアリーナ神戸         |
| 2009年 | 第20回大会 | カクテル             | 53 - 28      | ブリリアントキャッツ | グリーンアリーナ神戸         |
| 2010年 | 第21回大会 | ウィング             | 57 - 51      | カクテル             | グリーンアリーナ神戸         |
| 2011年 | 第22回大会 | スクラッチ           | 66 - 58      | カクテル             | グリーンアリーナ神戸         |
| 2012年 | 第23回大会 | カクテル             | 57 - 28      | スクラッチ           | グリーンアリーナ神戸         |
| 2013年 | 第24回大会 | エルフィン           | 69 - 53      | カクテル             | グリーンアリーナ神戸         |
| 2014年 | 第25回大会 | カクテル             | 59 - 44      | エルフィン           | グリーンアリーナ神戸         |
| 2015年 | 第26回大会 | カクテル             | 66 - 47      | スクラッチ           | グリーンアリーナ神戸         |
| 2016年 | 第27回大会 | カクテル             | 67 - 35      | Brilliant Cats       | グリーンアリーナ神戸         |
| 2017年 | 第28回大会 | カクテル             | 47 - 38      | SCRATCH              | グリーンアリーナ神戸         |
| 2018年 | 第29回大会 | カクテル             | 65 - 61      | SCRATCH              | グリーンアリーナ神戸         |
| 2019年 | 第30回大会 | カクテル             | 70 - 51      | SCRATCH              | 神戸市立中央体育館           |
| 2020年 |            |                      | 中止         |                      |                              |
| 2021年 |            |                      | 中止         |                      |                              |
| 2022年 | 第31回大会 | カクテル             | 58 - 38      | Wing                 | グリーンアリーナ神戸         |
| 2023年 | 第32回大会 | カクテル             | 52 - 42      | Wing                 | グリーンアリーナ神戸         |
| 2024年 | 第33回大会 | カクテル             | align=center | Wing                 | グリーンアリーナ神戸         |

- 名称は当時のもの

## MVP
| 年度   | 大会   | 受賞選手                 |
| ------ | ------ | ------------------------ |
| 2013年 | 第24回 | 土田真由美（エルフィン） |
| 2014年 | 第25回 | 北田千尋（カクテル）     |
| 2015年 | 第26回 | 北田千尋（カクテル）     |
| 2016年 | 第27回 | 北田千尋（カクテル）     |
| 2017年 | 第28回 | 北間優衣（カクテル）     |
| 2018年 | 第29回 | 北田千尋（カクテル）     |
| 2019年 | 第30回 | 網本麻里（カクテル）     |
| 2022年 | 第31回 | 柳本あまね（カクテル）   |